# Gerpir
Gerpir – góra i wschodni punkt skrajny Islandii, znajdujący się w pobliżu miasta Reyðarfjörður, w powiecie (sýslur) Suður-Múlasýsla. W pobliżu szczytu znajdują się skały liczące 12 milionów lat, które są jednymi z najstarszych w kraju.